# Tehvandi
Tehvandi – normalna skocznia narciarska w Otepää w Estonii, największy obiekt w kraju.
Odbywają się tutaj duże imprezy krajowe, zaś w styczniu 2011 roku odbył się konkurs skoków narciarskich w ramach Mistrzostw Świata Juniorów w Narciarstwie Klasycznym 2011.
Punkt konstrukcyjny skoczni zlokalizowany jest na 90 metrze, a rozmiar skoczni wynosi 97 metrów. Rekord skoczni letni wynosi 102 metry i należy do Estończyka Siim-Tanela Sammelselga. Rekord zimowy ustanowił Austriak Stefan Kraft, skacząc na odległość 100 metrów.
Skocznia Tehvandi w Otepää powstała w 1968 roku. Planowanie budowy nowego obiektu rozpoczęto w 2001 roku. Realizacja projektu stała się możliwa w 2006 roku, dzięki prywatnym darczyńcom oraz unijnym środkom. Skocznia powstała w 2007 roku. Wkrótce później zdemontowano stary, 70-metrowy obiekt.